# Гаральд Боєзуб
Гаральд Боєзуб (давньосканд. Haraldr Hilditönn, дан. Harald Hildetand, англ. Harald Wartooth та Harold Hiltertooth; українські варіанти — Бойовий Зуб, Ікло Битви) — легендарний конунг Данії, Швеції та Норвегії, який жив у VIII столітті та належав до роду Скьйольдунгів. Згідно з «Хроніками Лайре, Боєзуб розширив свої володіння до Середземномор'я.

## Прізвисько
Саксон Граматик у своїх «Діяннях данів» наводить два варіанти походження прізвиська Гаральда. Згідно з першою версією, Гаральд втратив два зуби в битві з володарем Сконе, але за деякий час чудовим чином зуби в нього виросли знову. Згідно з другою версією, в Гаральда сильно виступали вперед зуби.
Також Боєзуб або Ікло Битви (від давньосканд. hilditönn) могло значити Хоробрий, Герой війни.

## Історія

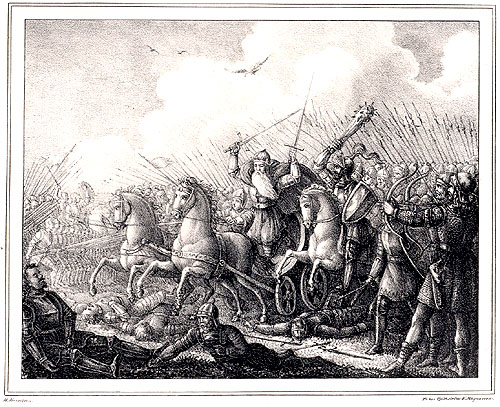
Гаральд Боєзуб в битві при Бравеллірі, ілюстрация Х. Гамільтона, 1830 р.

Батьками Гаральда вважаються Грьорік Сіяч Перснів та Ауд Багата. Після загибелі чоловіка від рук Івара Широкі Обійми (батько Ауд та дід Гаральда) Ауд з сином вирушила на острів Готланд, а по тому — в Гардарікі, де близько 710 року вийшла заміж за місцевого конунга Радбарта з роду Інглінгів. Від цього шлюбу народився син — Рандвер, майбутній конунг гардарікі (деякі дослідники приписують Рандверові заснування Альдейгьюборга (Стара Ладога)).
753 року Рандвер відіслав свого брата Гаральда (надавши йому військо) в Данію для відвоювання батьківського престолу. У результаті Гаральд став данським королем.
Вже в старості Гаральд загинув у міжусобній війні зі своїм племінником (сином брата Рандвера), шведським конунгом Уппсали Сігурдом Перснем (давньосканд. Sigurðr Hringr), у легендарній битві при Броваллі (дан. Battle of Brávellir), в Естергьотланді. Цю подію точно відносять до 770–775 рр..